# غول المض (بكيل المير)

تعديل مصدري - تعديل

غول المض هي إحدى قرى عزلة صبران بمديرية بكيل المير التابعة لمحافظة حجة، بلغ تعداد سكانها 21 نسمة حسب تعداد اليمن لعام 2004.